# 納谷六朗
納谷 六朗（なや ろくろう、1932年10月20日 - 2014年11月17日）は、日本の声優、俳優、ナレーター、演出家。東京府東京市（現・東京都）出身。最終所属はマウスプロモーション。
兄は同じく俳優、声優の納谷悟朗、義姉は女優、声優の火野カチ子。妻は元マウスプロモーション代表取締役社長の納谷光枝、長男はSTUDIO MAUSU代表取締役社長の納谷僚介。
2014年、第8回声優アワード「功労賞」を受賞。

## 生涯

### 声優・俳優になるまで
7人兄弟の六男。「納谷兄弟で名前に数字が付くのは、五男の悟朗と六男の六朗だけ」と本人は語っている。東京都立西高等学校、立命館大学法学部卒業。
子供の頃から「アナウンサーやりたい」ということは少し言っていたという。
大学卒業後、出版関係の仕事をしていた別の兄を手伝っていたが、悟朗の所属していた劇団稲の会の公演パンフレットを作成する手伝いをしたことが縁で芝居を始める。初舞台は『幸福な王子』の王子の像の役。
舞台活動を始めてしばらくした頃（1959年）、所属劇団で電話番をしていると悟朗から突然電話がかかってきた。「え、何、何？」と聞くものの無言で、しばらくして「似てねえってよ」と返された。当時、悟朗は海外ドラマ『ウィリアム・テル』でテルの吹き替えを担当していたことから、テルの偽物が登場する回で「偽物は悟朗と似た声のやつにやらせてみよう」となり、弟であった六朗の声を確かめようと電話をかけてきたとのこと。結局、偽物も悟朗が兼役で演じたが、このことがきっかけで端役（村人②）で呼ばれたためアテレコデビュー。デビュー作からいきなりの兄弟共演だったという。
劇団現代劇場、河の会を経て、1974年に江崎プロダクション（現・マウスプロモーション）へ所属。筒井康隆大一座などの結成にも参加している。また舞台の傍ら、マウスプロの後進の育成にも励んでいた。マウスプロ自主公演では、主役を張ることもあった。声優としては晩年まで活動を続けていた。

### 死去
2014年10月22日に自宅で体調不良を訴えて東京都大田区内の病院に入院。検査の結果肺炎と脳梗塞を発症していたため治療を受けていた。しかし同年11月17日午前10時28分、肺炎のため東京都大田区の病院で死去。満82歳没。

## 人物
年齢不詳のちょっと神経質な声が特徴。男性の話す京都弁に堪能。
好きなスポーツは野球。かつて過ごした京都に本拠地が近かったため南海ホークス（福岡ソフトバンクホークス）を応援していた。またイチローのファンで、シアトル・マリナーズ移籍後は毎年シアトルに観戦に行きマリナーズの帽子を好みかぶっていた。
趣味は読書。

### 兄との関係
兄の悟朗の電話がきっかけで声優としてデビューしたが、いざデビューするとなると悟朗から「苦労するからやめておけ」と心配されることもあったという。
契約の問題から本名で活動することになったため、当初は「超売れっ子の納谷悟朗の弟」とやっかみを受け叩かれたり、悟朗と芝居を比較されるなど悔しい思いをしたこともあった。だが、後に「悟朗と六朗は別」と認識されるようになり、以降は得をすることも増えたという。六朗は後に「この世界へ入るキッカケをくれた悟朗にはとても感謝している」と語っている。
ある収録で、「悟朗の野太さと六朗の細い声の中間」という意味の5.5朗な声を頼まれたことがある。
デビュー作以降、悟朗との兄弟共演作は多数あった。悟朗が銭形警部役を務めていた『ルパン三世』シリーズにも複数出演しており、銭形警部が変装した役を演じたことがある。また『ルパン三世 sweet lost night 〜魔法のランプは悪夢の予感〜』では医師のジョーダン役で悟朗と共演した他、『超電磁ロボ コン・バトラーV』14話では、悟朗の演じた南原博士の胸像のメッセージボイスも演じている。
映画『人生狂騒曲』では体調不良で収録に参加できなかった悟朗の代役として、彼の持ち役であったジョン・クリーズの吹き替えを務めた。
映画『アマデウス』のスペシャルコレクション盤レーザーディスクの特典である監督と脚本家によるオーディオ・コメンタリーで、監督ミロシュ・フォアマンの吹き替えを担当し、対する脚本家ピーター・シェーファーを兄である悟朗が吹き替え、兄弟共演となった。このコメンタリー吹き替えが収録されたLDは長らく廃盤となっていたが、「吹替の力」シリーズ『アマデウス 日本語吹替音声追加収録版ブルーレイ』の特典DVDで復刻された。対話シーンは無いがテアトル・エコー所属俳優が多数参加した1985年の映画『オズ』の劇場公開版、ポニー版・バンダイ版の日本語吹き替えも兄弟揃った出演作である。

### エピソード
少年時代は利発で級長まで務めていた。
六朗が業界に入るきっかけとなった芝居は、悟朗の記憶では『坊つちやん』であり、六朗は主役だったという。だが、その芝居はほとんど赤シャツにスポットを当てて改変されており、六朗は舞台中央に立っていればよいという形で出演していた。なお、新聞では「赤シャツ物語とタイトルを変えた方が良い」と皮肉られていたという。
仕事に関して、吹き替えもアニメも区別せず取り組み、どちらも魅力的だと語っている。ただし、周囲から評価されるのはアニメの方が多く、その影響力のすごさには「大きなやりがいに繋がる」と述べている。
キャリア初期の収録であった「テープが途中で止められず、失敗すれば一からやり直し」という一発勝負的な緊張感が心地よかったといい、それに気づいてから「声優は天職」と思うようになったという。そのため、後進の育成では「初見の力の大切さ」を特に指導していた。
思い出に残っている作品には、兼役で11役を演じたことから『オーシャンと11人の仲間』の吹き替えを挙げている。若手だった当時「一人でそんなにたくさんの声は出ないですよ！」と思いながら演じたという。
初代『仮面ライダー』で本郷猛 / 仮面ライダー1号役の藤岡弘、が撮影中のバイク転倒事故で重傷を負い、撮影済みの映像素材のアフレコが不可能になった時、六朗が代役を務めた。録音演出の太田克己は、ショッカー首領の声を担当している悟朗の実弟とは知らずにキャスティングしたという。当時のドラマは全編アフレコが主流で、六朗自身も後に「アクション作品の事故でアフレコの代役というのも珍しくなかった。藤岡さんの芝居は自分に似ていたので、癖がつかみ易くスマートにアテられた」と語っている。また、仮面劇の吹き替えにおいても特に問題はなかったという。なお、劇中では悟朗演じるショッカー首領と納谷六朗のライダーが対決する兄弟共演のシーンもあったが、本人は「記憶にない」と語っている。その他、テアトル・エコーが怪人など声優のキャスティングを仕切っていた現場で未所属の六朗が出演することになったのは、「自身の所属事務所がテアトル・エコーと仲が良かったから」と述べている。
『聖闘士星矢』では、当時50代半ばであったが、美形の青年である水瓶座のカミュ役に抜擢された。このことは役者仲間にからかわれたが、古谷徹など若手のレギュラー出演者は出番の無い者も、こぞって彼の演技を見学するためスタジオに来ていたという。その後、カミュは根強いファンを持つ人気キャラクターとなり、若い層にも六朗ファンを増やす結果となった。当人も役を気に入り「これまで演じた代表キャラクターの五指に入る」と述べ、『メモリアルCDBOX』におけるインタビューでは、カミュに対する想いを語るとともに「また演じたい」とも述べていた。
『幽☆遊☆白書』の仙水忍役については、「多重人格でやりがいのある役だった」と語っている。当時すでに60歳を過ぎていたため、オファーが来るまで仙水というキャラクターを知らなかったが、原作を読んでいた古谷徹に「実は仙水役をやりたかった」と言われた際は「他の声優仲間数名からも同様の事を言われた」と述べている。しかしながら仙水のキャラソンCD発売のためのJ-POP調歌唱レコーディングだけは大変苦労したとも述べている。
OVA『ジャイアントロボ THE ANIMATION -地球が静止する日』ではサブキャラクターの一人である鎮三山・黄信を演じたが、六朗が配役になったため、主人公・大作を叱咤する大きな見せ場が新たに作られた。
『星獣戦隊ギンガマン』では、巨大パペットキャラクター・モークを演じた。この際、特撮作品特有の実写映像に合わせてのアフレコに苦労する若手俳優のレコーディングのアシストに大々的に協力した。
長年、レギュラーの園長先生役で出演していた『クレヨンしんちゃん』では六朗の死後、2つの話に登場したものの台詞はなく、『クレヨンしんちゃん オラの引越し物語 サボテン大襲撃』では、過去の音源を用いてのライブラリ出演となった。その後、2015年10月9日放送分より事務所の後輩である森田順平が2代目として起用されている。

## 後任
納谷の死後、持ち役を引き継いだ人物は以下の通り。
| 後任           | 役名                           | 概要作品                            | 後任の初担当作品                                |
| -------------- | ------------------------------ | ----------------------------------- | ----------------------------------------------- |
| 田中完         | トップハム・ハット卿           | 『きかんしゃトーマス』              | 第18シリーズ第25話                              |
| 上田燿司       | イカルド / ソルト・ノート      | 『スポンジ・ボブ』                  | 『スポンジ・ボブ 海のみんなが世界を救Woo!』     |
| 上田燿司       | マン・レイ                     | 『スポンジ・ボブ』                  | シーズン9                                       |
| 上田燿司       | ノートン                       | 『スポンジ・ボブ』                  | シーズン9                                       |
| 上田燿司       | 海賊パッチー                   | 『スポンジ・ボブ』                  | シーズン10                                      |
| 上田燿司       | ザ・チーフ                     | 『スポンジ・ボブ』                  | TBA                                             |
| 上田燿司       | ジェンキンス                   | 『スポンジ・ボブ』                  | シーズン11                                      |
| 宮崎敦吉       | ジェンキンス                   | 『スポンジ・ボブ』                  | シーズン9                                       |
| 奥田啓人       | ダーティ・バブル               | 『スポンジ・ボブ』                  | シーズン9                                       |
| 奥田啓人       | パーチ・パーキンス             | 『スポンジ・ボブ』                  | シーズン9                                       |
| 奥田啓人       | 海賊ペインティー               | 『スポンジ・ボブ』                  | TBA                                             |
| 奥田啓人       | ケビン                         | 『スポンジ・ボブ』                  | シーズン13                                      |
| 松野太紀       | バブルバス                     | 『スポンジ・ボブ』                  | シーズン9                                       |
| 拝真之介       | バブルバス                     | 『スポンジ・ボブ』                  | シーズン10                                      |
| 佐々木祐介     | マーメイドマン                 | 『スポンジ・ボブ』                  | シーズン9                                       |
| 佐々木祐介     | サンタクロース                 | 『スポンジ・ボブ』                  | シーズン11                                      |
| かぬか光明     | ウォーカーじいさん             | 『スポンジ・ボブ』                  | シーズン9                                       |
| かぬか光明     | サージャント・サム・ロデリック | 『スポンジ・ボブ』                  | シーズン13                                      |
| かぬか光明     | フレッド                       | 『スポンジ・ボブ』                  | シーズン9                                       |
| ケンコー       | フレッド                       | 『スポンジ・ボブ』                  | シーズン12                                      |
| ケンコー       | ノートン                       | 『スポンジ・ボブ』                  | シーズン12                                      |
| 高橋里枝       | ミセス・テンタクルズ           | 『スポンジ・ボブ』                  | シーズン9                                       |
| ボルケーノ太田 | ネプチューン王                 | 『スポンジ・ボブ』                  | シーズン10                                      |
| 隈本吉成       | さまよえるオランダ人           | 『スポンジ・ボブ』                  | シーズン11                                      |
| 森田順平       | 園長先生                       | 『クレヨンしんちゃん』              | 第872話                                         |
| 森田順平       | ナレーション                   | 『クレヨンしんちゃん』              | 第892話Aパート                                  |
| 千田光男       | ドナルド・マラード             | 『NCIS 〜ネイビー犯罪捜査班』       | シーズン5                                       |
| 家中宏         | ハロルド・ソルト               | 『ウォール街』テレビ朝日版          | WOWOW追加収録部分                               |
| 多田野曜平     | フィジット                     | 『バンデットQ』                     | 35周年Blu-ray版追加録音部分                     |
| 江原正士       | クリストフ・ブラン             | 『エウレカセブンAO』                | 『ロード・ドント・スロー・ミー・ダウン』        |
| 内田直哉       | ピーター・ウェイランド         | 『プロメテウス』劇場公開版          | 『エイリアン: コヴェナント』                    |
| 島田敏         | チャッキー                     | 『チャイルド・プレイ』シリーズ      | 『チャイルド・プレイ 〜チャッキーの狂気病棟〜』 |
| 二又一成       | アルミはくしゃく               | 『それいけ!アンパンマン』           | 第1395話Bパート                                 |
| 田中秀幸       | ザーマス・ボンド               | 『それいけ!アンパンマン』           | 第1581話Bパート                                 |
| 山野井仁       | 仙水忍                         | 『幽☆遊☆白書』                      | 『幽☆遊☆白書 100%本気バトル』                   |
| 中博史         | ブーデル                       | 『まじめにふまじめ かいけつゾロリ』 | 『もっと!まじめにふまじめ かいけつゾロリ』      |
| 小形満         | マーヴィン                     | 『ダイ・ハード2』テレビ朝日版       | スターチャンネル追加録音                        |
| 山寺宏一       | ナゾナゾ博士                   | 『金色のガッシュベル!!』            | 『金色のガッシュベル!! 永遠と絆の仲間たち』     |

## 出演
太字はメインキャラクター。

### テレビアニメ
1967年
- おそ松くん
- パーマン

1968年
- 怪物くん
- サスケ（赤間正宗）

1969年
- 妖怪人間ベム（フーガ）

1970年
- サザエさん（アサリさん 他）
- 赤き血のイレブン（上岡猛 他）
- あしたのジョー（1970年 - 1971年）

1971年
- アタックNo.1
- アニメンタリー 決断
- 巨人の星
- ゴルゴ13
- 新オバケのQ太郎
- タイガーマスク（ローン・ウルフ）
- 天才バカボン（1971年 - 1972年）
- ふしぎなメルモ

1972年
- アニメドキュメント ミュンヘンへの道
- ゲゲゲの鬼太郎（第2作）
- ど根性ガエル

1973年
- 科学忍者隊ガッチャマン（アナウンサー、隊員）
- 空手バカ一代
- 侍ジャイアンツ（八幡太郎平）

1974年
- ウリクペン救助隊（ナレーション）

1976年
- 超電磁ロボ コン・バトラーV（1976年 - 1977年、南原博士〈2代目〉、助手、奥村刑事）
- 母をたずねて三千里（レナート）

1977年
- 家なき子（ミリガン男爵）
- 一発貫太くん（海老沼）
- ドカベン（1977年 - 1979年、影浦、緒方、アナウンサー、義経）
- ポールのミラクル大作戦（父レンズ）
- 若草のシャルロット（ナイト）

1978年
- 宇宙戦艦ヤマト2（山田安彦）
- 未来少年コナン（テリット）
- ルパン三世（第2作）（1978年 - 1979年）

1979年
- アニメーション紀行 マルコ・ポーロの冒険（チムール王）
- 科学忍者隊ガッチャマンF（ナレーター）
- 銀河鉄道999（1979年 - 1980年、ブルダス、モーゼル）
- 新・巨人の星II
- ゼンダマン（チャーン）
- 闘士ゴーディアン（バリーホーク）
- 未来ロボ ダルタニアス（元一の父）
- 野球狂の詩（菅沼部長）

1980年
- あしたのジョー2（1980年 - 1981年）
- タイムパトロール隊オタスケマン（アルデンセン、次郎吉）
- 釣りキチ三平（石崎）
- 鉄腕アトム（第2作）（ハンメル、マネージャー、マリのパパ）
- とんでも戦士ムテキング（サニー、マネージャー）
- ニルスのふしぎな旅（マルコス）
- ムーの白鯨（カイム、コルド）

1981年
- じゃりン子チエ（猫1、音吉）
- ドラえもん（テレビ朝日版第1期）（大人の出木杉）
- 六神合体ゴッドマーズ（1981年 - 1982年、ギーラ、シュミット）
- ワンワン三銃士（1981年 - 1982年、黒ひげ剣士、ロシュフォール）

1982年
- うる星やつら（1982年 - 1985年、花和先生、マスター）
- 忍者マン一平
- まいっちんぐマチコ先生
- 魔法のプリンセス ミンキーモモ（1982年 - 1983年、パパ）
- 南の虹のルーシー（バーナード・ウォーズリー）

1983年
- さすがの猿飛（小々村）
- スペースコブラ
- 魔法の天使クリィミーマミ（1983年 - 1984年、久保 他）
- まんが日本史（明智光秀、柳沢吉保）
- ミームいろいろ夢の旅（ファーブル）

1984年
- キャッツ・アイ 2nd Season
- 星銃士ビスマルク（フランツ所長）
- チックンタックン（南田朗）
- 特装機兵ドルバック（ダラス）
- 名探偵ホームズ（トミー）

1985年
- 忍者戦士飛影（ケガレ・サナダ）
- プロゴルファー猿（1985年 - 1988年、氷川、男(1)）
- 魔法のスターマジカルエミ（1985年 - 1986年、香月順一）
- ルパン三世 PARTIII

1986年
- 銀河探査2100年 ボーダープラネット（ヘック）
- めぞん一刻（こずえの父）

1987年
- シティーハンター / 2（1987年 - 1988年、ジェネラル、石川） - 2シリーズ
- 聖闘士星矢（1987年 - 1989年、カミュ）
- ハイスクール!奇面組（仁の父）

1988年
- ついでにとんちんかん（吸血鬼）
- ハロー!レディリン（ジョージ・ラッセル）

1989年
- 美味しんぼ（「京かぜ」主人、平尾英）
- 機動警察パトレイバー（劉）
- ジャングル大帝（新）（ランプ、ジュリーの助手）
- らんま1/2 熱闘編（ひょっとこ〈龍古〉）

1990年
- 昆虫物語 みなしごハッチ（ダイスケ）
- 平成天才バカボン（賭山くん、どざえ門太、刈田まま夫）
- 笑ゥせぇるすまん（若狭万次郎）

1991年
- アニメひみつの花園（ヘンリー）
- それいけ!アンパンマン（1991年 - 2013年、ザーマス・ボンド〈初代〉、アルミはくしゃく〈初代〉）
- 楽しいムーミン一家（フレドリクソン）
- ちいさなおばけアッチ・コッチ・ソッチ（ちょっきりさん）

1992年
- クッキングパパ（仙吉、吾一）
- クレヨンしんちゃん（1992年 - 2014年、園長先生〈初代〉、郷博士、ナレーション〈初代〉）
- ルパン三世 ロシアより愛をこめて（デューク）

1994年
- 七つの海のティコ（ルコント）
- 魔法陣グルグル（カヤ）
- 幽☆遊☆白書（仙水忍）

1995年
- 十二戦支 爆烈エトレンジャー（1995年 - 1996年、ニョロリ、キリンダー、リディア）
- ストリートファイターII V（銅昴）

1996年
- こちら葛飾区亀有公園前派出所（斎藤）
- YAT安心!宇宙旅行（1996年 - 1998年、藤吉、科学者、ボンバーダ）

1997年
- 烈火の炎（森光蘭）

1998年
- スーパードール★リカちゃん（ドクタースケアクロウ）
- 太陽の子エステバン（BS版）（ガスパル副官）
- はれときどきぶた（老人）

1999年
- キョロちゃん（1999年 - 2001年、マツゲール博士、ナレーション、ニラミ警視〈2代目〉、チバシリ、こんぶ 他）
- GTO（平松）
- 週刊ストーリーランド（1999年 - 2001年、老紳士、丹下慎三郎、石川智宏）
- モンスターファーム〜円盤石の秘密〜（モノリス）

2000年
- 妖しのセレス（祖父）
- サイバーシックス（署長）
- タイムボカン2000 怪盗きらめきマン（ホラー）
- ドキドキ♡伝説 魔法陣グルグル（カヤ）
- 陽だまりの樹（丑久保陶兵衛）
- 名探偵コナン（2000年 - 2005年、鹿野修二、国友淳大）

2001年
- キャプテン翼（2001年 - 2002年、吉良耕三）
- 探偵少年カゲマン（2001年 - 2002年、ミスターX）
- ニャニがニャンだー ニャンダーかめん（ドクロ王〈2代目〉）
- ノワール（ゼルナー）
- ヒカルの碁（桑原本因坊）
- ポケットモンスター（キース・バスキア）

2002年
- アソボット戦記五九（キュウゾウ）
- 王ドロボウJING（キング・コアントロー）
- サイボーグ009 THE CYBORG SOLDIER（篝矢藤兵衛）
- パタパタ飛行船の冒険（サン・ベラン）
- 炎の蜃気楼（北条氏政）

2003年
- アストロボーイ・鉄腕アトム（パブロス）
- AVENGER（メティス）
- SPACE PIRATE CAPTAIN HERLOCK（ドクターハッサン）
- 探偵学園Q（痴漢の男）

2004年
- アガサ・クリスティーの名探偵ポワロとマープル（Dr.クインパー）
- 神無月の巫女（オロチ）
- 金色のガッシュベル!!（ナゾナゾ博士）
- わがまま☆フェアリー ミルモでポン! わんだほう（クリ〈クリスタルの精〉）

2005年
- ギャラリーフェイク（地味）
- JINKI:EXTEND（小河原現太）
- BLACK CAT（メイソン＝オルドロッソ〈No.12〉）

2006年
- ブラック・ジャック（老人）
- ポケットモンスター アドバンスジェネレーション（テイラー）
- まじめにふまじめ かいけつゾロリ（ブーデル）
- 無敵看板娘（敏行）
- 妖怪人間ベム -HUMANOID MONSTER BEM-（ダーナオシー）

2007年
- 大江戸ロケット（ご隠居、ご隠居〈若侍〉、源内）
- 風の少女エミリー（ジミー・マレー）
- REIDEEN（古木）

2008年
- 乃木坂春香の秘密（乃木坂王季）
- もっけ（骸骨）
- ルパン三世 sweet lost night 〜魔法のランプは悪夢の予感〜（ジョーダン）

2009年
- うみものがたり 〜あなたがいてくれたコト〜（松本）
- グイン・サーガ（ガユス）
- 蒼天航路（渠師）
- 戦う司書 The Book of Bantorra（ガンバンゼル）
- ねぎぼうずのあさたろう（ぎんなんの藤堂正直）
- 鋼の錬金術師 FULLMETAL ALCHEMIST（グラマン）
- ONE PIECE（ハレダス）

2010年
- 心霊探偵 八雲（畠秀吉）
- デュラララ!!（老画家）
- 伝説の勇者の伝説（グリード・ネルフィ）
- ヨスガノソラ（瑛の祖父）
- RAINBOW-二舎六房の七人-（早川）

2011年
- デジモンクロスウォーズ 〜時を駆ける少年ハンターたち〜（コテモン）

2012年
- エウレカセブンAO（クリストフ・ブラン）

2014年
- シドニアの騎士（老人）
- テンカイナイト（モンキング）

### 劇場アニメ
1971年
- ヤスジのポルノラマ やっちまえ!!

1979年
- がんばれ!!タブチくん!!

1981年
- あしたのジョー2

1983年
- 宇宙戦艦ヤマト 完結編（ディンギル側幕僚A）
- ゴルゴ13（モレッティ司教）

1984年
- 地球物語 テレパス2500（ザジ）

1986年
- プロゴルファー猿 スーパーGOLFワールドへの挑戦!!（氷川）

1987年
- バリバリ伝説

1988年
- 聖闘士星矢 真紅の少年伝説（カミュ）

1991年
- アルスラーン戦記（カーラーン）

1993年
- クレヨンしんちゃん アクション仮面VSハイグレ魔王（園長先生）

1994年
- クレヨンしんちゃん ブリブリ王国の秘宝（黒魔人）

1995年
- クレヨンしんちゃん 雲黒斎の野望（園長先生）

1996年
- クレヨンしんちゃん ヘンダーランドの大冒険（園長先生）

1997年
- クレヨンしんちゃん 暗黒タマタマ大追跡（園長先生）

1998年
- ウルトラニャン2 ハッピー大作戦（竜二）
- クレヨンしんちゃん 電撃!ブタのヒヅメ大作戦（園長先生）

1999年
- クレしんパラダイス! メイド・イン・埼玉（園長先生）
- クレヨンしんちゃん 爆発!温泉わくわく大決戦（園長先生）
- しんちゃんの三輪車（鉄谷信男）

2000年
- クレヨンしんちゃん 嵐を呼ぶジャングル（園長先生）

2001年
- クレヨンしんちゃん 嵐を呼ぶ モーレツ!オトナ帝国の逆襲（園長先生）

2002年
- WXIII 機動警察パトレイバー（岬至毅）
- クレヨンしんちゃん 嵐を呼ぶ アッパレ!戦国大合戦（園長先生、新八郎）

2003年
- クレヨンしんちゃん 嵐を呼ぶ 栄光のヤキニクロード（園長先生）
- ぼくの孫悟空（崑崙仙人〈導師〉）

2004年
- NITABOH 仁太坊-津軽三味線始祖外聞（和尚）

2005年
- クレヨンしんちゃん 伝説を呼ぶブリブリ 3分ポッキリ大進撃（園長先生）

2006年
- クレヨンしんちゃん 伝説を呼ぶ 踊れ!アミーゴ!（園長先生）
- 劇場版 NARUTO -ナルト- 大興奮!みかづき島のアニマル騒動だってばよ（ツキカケル）
- 鉄コン筋クリート（じっちゃ）

2007年
- 河童のクゥと夏休み（プロデューサー）

2008年
- クレヨンしんちゃん ちょー嵐を呼ぶ 金矛の勇者（園長先生）

2009年
- クレヨンしんちゃん オタケベ!カスカベ野生王国（園長先生）
- 星に願いを Fantastic Cat（レイヴン）
- レイトン教授と永遠の歌姫（アンドルー・シュレーダー博士）

2010年
- 宇宙ショーへようこそ（鈴木藤四郎）
- カラフル（校長先生）

2012年
- クレヨンしんちゃん 嵐を呼ぶ!オラと宇宙のプリンセス（園長先生）
- ぷかぷかジュジュ（カメじいや）
- 伏　鉄砲娘の捕物帳（残三）

2013年
- クレヨンしんちゃん バカうまっ!B級グルメサバイバル!!（園長先生）

2014年
- クレヨンしんちゃん ガチンコ!逆襲のロボとーちゃん（園長先生）

2015年
- クレヨンしんちゃん オラの引越し物語 サボテン大襲撃（園長先生）※ライブラリ出演

### OVA
1985年
- 魔法のプリンセス ミンキーモモ 夢の中の輪舞（パパ）

1986年
- バリバリ伝説 PART II 鈴鹿編（アナウンサー）
- 魔法のスターマジカルエミ 蝉時雨（香月順一）

1987年
- トワイライトQ 時の結び目 REFLECTION（教師）

1988年
- 孔雀王（オルガンティーノ）
- 機甲猟兵メロウリンク（ギャルビン・フォックス中尉）
- 世界名作童話全集（リプシー先生、ロートバルド）

1989年
- 九鬼谷温泉艶笑騒動譚 まんだら屋の良太（清次）
- 神州魑魅変（葉月那須守高晴）
- 敵は海賊〜猫たちの饗宴〜（レイヤー）

1990年
- ソル・ビアンカ（ゲバンス総司令）

1991年
- 銀河英雄伝説（デグスビィ主教）
- ねこ・ねこ・幻想曲（樹村正人）

1992年
- 創世機士ガイアース（ビーストマスター）

1994年
- KIZUNA -絆-（坂田教授）
- 気分は形而上 実在OL講座（課長）
- 今日から俺は!!（ニワトリ）
- ジャイアントロボ THE ANIMATION -地球が静止する日（1994年 - 1998年、鎮三山の黄信）

1996年
- シャーマニックプリンセス（長老）
- BURN-UP W（ドーベル・ヘッド）

1999年
- まんがビデオ仮面ライダー（緑川博士、ナレーション）

2000年
- KIRARA（先生）
- GRANDEEK〜外伝〜（マッシモ）
- 世にも恐ろしいグリム童話「青ひげ」（青ひげ公爵 / ヨーハン）

2002年
- 魔法のスターマジカルエミ 雲光る（香月順一）

2005年
- 鴉 -KARAS-（牛鬼）

2008年
- バットマン ゴッサムナイト（ジム・ゴードン）

2010年
- ムダヅモ無き改革 -The Legend of KOIZUMI-（オン首相）

### Webアニメ
- あじむ 〜海岸物語〜（2001年、マスター）
- 亡念のザムド（2008年、キセル爺[61]）

### ゲーム
2017年以降の出演作品は、過去の収録音声を使用したライブラリ出演。
1992年
- LUNAR ザ・シルバースター（ガレオン / 魔法皇帝）

1994年
- 幽☆遊☆白書（仙水忍）※3DO
- 幽☆遊☆白書 特別篇（仙水忍）
- 幽☆遊☆白書 魔強統一戦（仙水忍）
- LUNAR エターナルブルー（ガレオン）

1995年
- キリーク・ザ・ブラッド（ドクター・キム）
- キリーク・ザ・ブラッド2（カルロス）
- 幽☆遊☆白書FINAL 魔界最強列伝（仙水忍）

1996年
- ガーディアンヒーローズ（ラインハルト・バルガー）
- ベルトロガー9（ランツクネヒト）

1997年
- アルナムの翼 焼塵の空の彼方へ（ナレーション）
- ウルティマ アンダーワールド（アルムリック男爵）
- グランディア（ガドイン）
- TILK 〜青い海から来た少女〜（グラッツ）
- 羅媚斗

1998年
- AZEL -パンツァードラグーン RPG-（ザドク）
- 玉繭物語（キキナク、風の使徒）
- ロストチルドレン（サイクロップス1、マルチェロ）

1999年
- 俺の料理（食堂の親父、客）
- ロードオブモンスターズ（PS版）（バレッキ）

2000年
- サンライズ英雄譚R（マグアナック隊員）
- スパイロ×スパークス トンでもツアーズ（アルケム、ドリー、電気技師、開拓ロボット 他）
- 立体忍者活劇 天誅 弐（ナレーション）

2001年
- サクラ大戦3 〜巴里は燃えているか〜（ダニエル・ベルモンド）
- 玉繭物語2 〜滅びの蟲〜（キキナク）
- デ・ジ・キャラット ファンタジー（雛菊の父）

2002年
- ギャラクシーエンジェル（ルフト・ヴァイツェン、ゲルン）
- ヒカルの碁 院生頂上決戦（桑原）
- ヒカルの碁 平安幻想異聞録（京の妖し）

2004年
- アドバンスガーディアンヒーローズ（ラインハルト・バルガー）
- 金色のガッシュベル!! うなれ!友情の電撃2（ナゾナゾ博士）
- 金色のガッシュベル!! 激闘!最強の魔物達（ナゾナゾ博士）
- 金色のガッシュベル!! 友情タッグバトル（ナゾナゾ博士）
- 金色のガッシュベル!! 友情タッグバトル フルパワー（ナゾナゾ博士）
- 3年B組金八先生 伝説の教壇に立て!（小須田念次）
- トゥルー・クライム（マスターソン）
- 烈火の炎 〜Flame of Recca〜 FINAL BURNING（森光蘭）

2005年
- 金色のガッシュベル!! うなれ!友情の電撃 ドリームタッグトーナメント（ナゾナゾ博士）
- 金色のガッシュベル!! ゴー!ゴー!魔物ファイト!!（ナゾナゾ博士）
- 金色のガッシュベル!! 友情タッグバトル2（ナゾナゾ博士）
- 天地の門（セイダツ、ゲンメイ）
- 幽☆遊☆白書FOREVER（仙水忍）
- 義経紀（平国香）

2006年
- 神業（銀狐）
- クレヨンしんちゃん 最強家族カスカベキング うぃ〜（園長先生）
- クレヨンしんちゃん 伝説を呼ぶ オマケの都ショックガーン!
- 魔界戦記ディスガイア2（パパ）

2007年
- 忌火起草（堀内正太郎）
- クレヨンしんちゃんDS 嵐を呼ぶ ぬってクレヨ〜ン大作戦!
- THE BATTLE OF 幽☆遊☆白書 〜死闘!暗黒武術会〜 120%（仙水忍）
- ジェットインパルス（アンバラール）
- メダル・オブ・オナー ヴァンガード（友軍兵士）
- レイトン教授と悪魔の箱（アンドルー・シュレーダー博士）

2008年
- クレヨンしんちゃん 嵐を呼ぶ シネマランド カチンコガチンコ大活劇!
- 天誅4（関谷直忠）
- プロゴルファー猿（氷川）

2009年
- アークライズファンタジア（ザムエル）
- ウィザードリィ 囚われし魂の迷宮（オークリー・アイアンハンド）
- ファイナルファンタジー・クリスタルクロニクル エコーズ・オブ・タイム（ラーケイクス）

2010年
- クレヨンしんちゃん ショックガ〜ン!伝説を呼ぶオマケ大ケツ戦!!（えんちょうせんせい）

2011年
- ガチトラ! 〜暴れん坊教師 in High School〜（谷中銀二）
- クレヨンしんちゃん 宇宙DEアチョー!? 友情のおバカラテ!!
- 侍道4（鬼怒川怨仙）

2012年
- 極限脱出ADV 善人シボウデス（天明寺）
- シェルノサージュ〜失われた星へ捧ぐ詩〜（グレイコフ）
- デビルサマナー ソウルハッカーズ（ロク五郎）
- Dragon Age II（ガムレン）

2013年
- 真・女神転生IV（カロン）

2014年
- クレヨンしんちゃん 嵐を呼ぶ カスカベ映画スターズ!（園長先生）
- 新・世界樹の迷宮2 ファフニールの騎士（ライシュッツ）

2015年
- ひぐらしのなく頃に シリーズ（2015年 - 2018年、千葉昭彦） - 2作品
- ファイアーエムブレムif（ギュンター）

2017年
- ファイアーエムブレム ヒーローズ（ギュンター）

2019年
- 金色のガッシュベル!! Golden Memories（ナゾナゾ博士）

2021年
- 共闘ことばRPG コトダマン（ナゾナゾ博士）

### 吹き替え

#### 俳優
アンドリュー・ロビンソン
- コブラ（モンテ）※TBS版
- 特攻野郎Aチーム
  - シーズン1 #12（ジャクソン）
  - シーズン2 #11（ランス副保安官）

- ヘル・レイザー（ラリー・コットン）

ウィリアム・H・メイシー
- ER緊急救命室（デビッド・モーゲンスタンER部長）
- サイコ（ミルトン・アーボガスト）
- 殺人課（ティム・サリヴァン）
- シビル・アクション（ジェームズ・ゴードン）
- ジュラシック・パークIII（ポール・カービー）
- 転落の銃弾（ダガード・ピット）
- ボビー（ポール・エバース）
- Uボート 最後の決断（ネイサン・トラバース）

エド・ハリス
- アポロ13（ジーン・クランツ）※ソフト版
- ザ・ファーム 法律事務所（ウェイン・タランス）※フジテレビ版
- トゥルーマン・ショー（クリストフ）※ソフト版
- フェーム
- ミルク・マネー（トム・ウィーラー）
- レイジング・ブレット 復讐の銃弾（マック・マッキャン）※ソフト版

ゲイリー・オールドマン
- ダークナイト トリロジー（ジェームズ “ジム”・ゴードン）
  - バットマン ビギンズ ※劇場公開版
  - ダークナイト ※ソフト版
  - ダークナイト ライジング

- トゥルー・クライム：STREETS OF LA（マスターソン）

サム・シェパード
- 赤ちゃんはトップレディがお好き（ジェフ・クーパー）※機内上映版
- きみに読む物語（フランク・カルフーン）
- すべての美しい馬（J・C・フランクリン）
- ソードフィッシュ（ジム・ライズマン上院議員）※ソフト版
- ペリカン文書（トーマス・キャラハン教授）※ソフト版
- マグノリアの花たち（スパッド）

ジョン・ハート
- エイリアン（ケイン）※DVD・VHS版
- パフューム ある人殺しの物語（ナレーション）
- モノリス（ヴィラーノ）
- レジェンド・オブ・ヒーロー ロブ・ロイ（モントローズ侯爵）

スコット・グレン
- ザ・スローター/赤い迷宮（スティーブン・ブロデリック）
- ザ・リバー（ジョー・ウェイド）
- 戦火の勇気（トニー・ガートナー）※フジテレビ版
- バックドラフト（ジョン・アドコックス）※ソフト版
  - バックドラフト（USJのアトラクション）（スコット・グレン本人）

- 必殺処刑コップ（ダン・ヴォーン）※VHS版
- ファイアーストーム（ウィント）
- レッド・オクトーバーを追え!（バート・マンキューソ）※ソフト版

デニス・ホッパー
- 勝利への旅立ち（シューター）
- スピード（ハワード・ペイン）※機内上映版
- フラッシュバック（ヒューイ・ウォーカー）

ブラッド・ドゥーリフ
- チャイルド・プレイシリーズ（チャッキー）
  - チャイルド・プレイ2
  - チャイルド・プレイ3
  - チャイルド・プレイ/チャッキーの花嫁
  - チャイルド・プレイ/チャッキーの種
  - チャイルド・プレイ/誕生の秘密

- ナイトウォッチ（当直医）

マーティン・シーン
- アメリカン・プレジデント（A・J・マッキナニー首席補佐官）
- デモリション・デイ（ジェフ・スナイダー）
- ハリケーン・チェイサー（ジェームズ・ロバーツ将軍）
- ホット・ショット2（哨戒艇の軍人）※テレビ朝日版

ミゲル・フェラー
- アサシン 暗・殺・者（カウフマン）※日本テレビ版
- スティーヴン・キングのザ・スタンド（ロイド・ヘンリード）
- 張り込みプラス（トニー・カステラーノ）※ソフト版
- ブランク・チェック/100万ドル大作戦!（カール・クイッグリー）
- ロボコップ（ロバート・モートン）※VHS版

ルネ・オーベルジョノワ
- アイズ（ドナルド・フェルプス）
- キングコング（ロイ・バグリー）※テレビ朝日旧版・日本テレビ版
- パトリオット（オリバー教師）※テレビ東京版
- ピノキオとゼペット（ブオンラガッツォ教授）
- M★A★S★H マッシュ（デイゴ・レッド）※LD版

#### 映画
- アイガー・サンクション（アンドレ・マイヤー）
- アイスマン（シンジ博士〈デヴィッド・ストラザーン〉）
- アイスランド（フレッド・ライリー所長）
- 愛という名の疑惑（検察官〈ハリス・ユーリン〉）
- 愛と死の間で（グレイ・ベイカー〈アンディ・ガルシア〉）※ソフト版
- 悪魔のくちづけ（アーサー）
- 悪魔の棲む家・最終章/ザ・ポルターガイスト（ビル・マーティン）
- 悪魔の追跡（ビル）
- 悪魔のワルツ（ビル・デランシー〈ブラッドフォード・ディルマン〉）
- 熱き愛に時は流れて（ボーリング・キーリー〈レイ・ベイカー〉）
- あなただけ今晩は（ジョジョ）※TBS版
- アデル/ファラオと復活の秘薬（デュールヴー〈マチュー・アマルリック〉）
- アビス（ヒッピー）※ソフト版
- ア・フュー・グッドメン（ロバート・マクガイアー、バーの男〈アーロン・ソーキン〉）
- アポロ13（所長、NASA長官 他）※フジテレビ版
- アマデウス（ミロス・フォアマン[67]）※コメンタリー吹き替え
- 雨のパスポート（バクスター〈トム・コートネイ〉）
- 荒鷲の翼（ジョン・デイル・プライス〈ケン・カーティス〉）
- アルビノ・アリゲーター（ギー・フーカール〈ヴィゴ・モーテンセン〉）
- アレックス・ライダー（アラン・ブラント〈ビル・ナイ〉）
- 暗黒の命令（フレッチ・マクロード〈ロイ・ロジャース〉）
- アンダーカバー・ブルース/子連れで銃撃戦!?（ムエルタ〈スタンリー・トゥッチ〉）
- アンダーフィールド（プロンシアス・ライリー）
- アンツィオ大作戦
- E.T. ※BD・VHS版
- イウォーク・アドベンチャー（ジェレミット〈ガイ・ボイド〉）※VHS版
- 遺産相続は命がけ!?（グレン）
- いつの日かこの愛を（ハンの部下〈ロイ・チョン〉）
- イノセントマン/仕組まれた罠（マイク・パーネル〈デヴィッド・ラッシュ〉）
- インターナショナル・ベルベット 緑園の天使
- イントルーダー 怒りの翼（ヴァージル・コール少佐〈ウィレム・デフォー〉）※ソフト版
- ウィンチェスター銃'73（ハイ・スペード〈ミラード・ミッチェル〉）※ソフト版
- ウェス・クレイヴンズ ウィッシュマスター（レイモンド・ボーモント〈ロバート・イングランド〉）
- ウエスト・サイド物語（ドック）※新TBS版
- ウォール街（ラリー・ワイルドマン〈テレンス・スタンプ〉）※フジテレビ版、（ハロルド・ソルト〈ソウル・ルビネック〉）※テレビ朝日版
- ウォリアーズ（サイラス）
- ウォンテッド（ダニー・クインツ警部補〈ウィリアム・ラス〉）
- 美しきサンゴ礁（ジャン・ミッシェル・クストー）※ファインディング・ニモの特典映像
- 英雄スパルタカス
- エクスプロラーズ（ミューラーの父〈ジェームズ・クロムウェル〉）
- エクソシスト（ハロルド・クライン医師）※日本テレビ版
- SF/ボディ・スナッチャー（ジャック・ベリチェック〈ジェフ・ゴールドブラム〉）
- X-MEN:ファイナル ディシジョン（大統領〈ジョセフ・ソマー〉）
- L.A.大捜査線/狼たちの街（ボブ・グライムズ〈ディーン・ストックウェル〉）
- エル・ドラド ※テレビ東京版
- Oh!大迷惑?!（エド〈マイケル・マーフィー〉）
- オーバーキル（ロイド・ウィーラー〈マイケル・ヌーリー〉）
- オーメン4（モリス・クレイトン）※ソフト版
- オールド・ルーキー（キャル）
- お熱い夜をあなたに（アルマンド・トロッタ）
- おいしい生活（レイ〈ウディ・アレン〉）
- 狼 男たちの挽歌・最終章（シドニー）※ソフト版
- おじさんに気をつけろ!（E・ロジャー・コズウェル）※ソフト版
- オズ（スケアクロウ）※劇場公開版
- オスカー（アルド〈ピーター・リーガート〉）
- 男と女
- オリエント急行殺人事件（ルドルフ・アンドレニイ伯爵〈マイケル・ヨーク〉）
- オレゴン大森林/わが緑の大地（リーランド・スタンパー〈マイケル・サラザン〉）
- オレゴン魂（ホーク〈リチャード・ジョーダン〉）※TBS版
- 終わりで始まりの4日間（ギデオン〈イアン・ホルム〉）
- ガールフレンドは未来人（シルバーソーン〈ジョン・ハワード〉）
- 海外特派員（スコット・フォリオット〈ジョージ・サンダース〉）※フジテレビ新版
- 怪人スワンプシング（ガン）
- カジュアリティーズ（トニー・ミザーヴ軍曹〈ショーン・ペン〉）※ソフト版
- 風と共に去りぬ（アシュレー・ウィルクス〈レスリー・ハワード〉）※JAL機内上映版
- 風とライオン ※テレビ朝日版
- カプリコン・1（ウィッター〈ロバート・ウォーデン〉）※テレビ朝日版、（ポール・カニンガム〈ポール・ハネイ〉）※機内上映版
- カリフォルニア・スイート
- 華麗なる賭け（ジェイミー・マクドナルド）※フジテレビ版
- 華麗なるギャツビー（ジョージ・ウィルソン〈スコット・ウィルソン〉）※TBS版
- 眼下の敵（船員 他）※テレビ朝日版
- ガントレット（フェイダースピール〈マイケル・カバナー〉）
- ガンバス（ニッキー）※VHS版
- カンバセーション…盗聴…（スタン〈ジョン・カザール〉）※テレビ朝日版
- ガンマン大連合（エル・バスコ〈トーマス・ミリアン〉）
- 機械じかけのピアノのための未完成の戯曲（セルゲイ）※VHS版
- 君がいた夏（サム・ワイアット〈ジョン・シェア〉）
- キャスパー:誕生編（ストレッチ）
- キャスパー マジカル・ウェンディ（ストレッチ）
- キャット・ピープル（ビル）※フジテレビ版
- キャノンボール（ブラッド[68]）※テレビ朝日版
- キャノンボール3 新しき挑戦者たち（レオ・ロス〈ユージン・レヴィ〉）※TBS版
- キャンベル渓谷の激闘（ブルース・キャンベル〈ダーク・ボガード〉）
- 恐喝の街（トミー〈アーサー・ケネディ〉）
- 恐怖の魔力/メドゥーサ・タッチ（ダフ刑事〈マイケル・バーン〉）
- 恐竜の島（ショーエンヴォーツ艦長〈ジョン・マッケナリー〉）
- グーニーズ（フランシス・フランテリー〈ジョー・パントリアーノ〉[69]）※TBS版
- 空爆特攻隊（ジャコビー少尉〈ノーム・ピトリック〉）
- 唇からナイフ（パコ）
- クライシス2050（ハス博士）※劇場公開版
- グリース2（スチュアート先生〈タブ・ハンター〉）
- クリスマスに万歳!（トニー・ボーア〈ケヴィン・ニーロン〉）
- グリズリー（レンジャートム）
- クリッター2（ミーガンの父〈サム・アンダーソン〉）
- クリムゾン・タイド（ロイ・ジマー大尉〈マット・クレイヴン〉）※日本テレビ版
- 黒い絨毯（インカチャ）※日本テレビ版
- クロオビキッズ（ブラウン）
- クロコダイル・ダンディー2（ミゲル〈ファン・フェルナンデス〉）※ソフト版
- 刑事ニコ/法の死角（トニー・サルバノ）※テレビ朝日版
- 刑事マディガン（ヒューイ〈ドン・ストラウド〉）※テレビ朝日版
- 激流（トム・ハートマン〈デヴィッド・ストラザーン〉）※ソフト版
- ゴースト&ダークネス（デヴィッド・ホーソン医師〈バーナード・ヒル〉）
- ゴーストオーシャン（クロフォード）
- ゴーストバスターズ（ホテル支配人〈マイケル・エンサイン〉）※フジテレビ版
- ゴーストバスターズ2（イゴン・スペングラー博士〈ハロルド・ライミス〉）※ソフト版・機内上映版[70]
- 恋のゆくえ/ファビュラス・ベイカー・ボーイズ（ロイド〈ザンダー・バークレー〉、ヴィンス〈グレゴリー・イッツェン〉）※機内上映版
- 荒野の決闘（ヴァージル・アープ〈ティム・ホルト〉）※テレビ朝日版
- 荒野の大活劇（銀行員、取り立て屋）
- 黒衣の花嫁（ブリス）
- 心の旅 ※フジテレビ版
- 五線譜のラブレター（ゲイブ〈ジョナサン・プライス〉）
- ゴッド・ギャンブラー（ナム）※VHS版
- ゴッド・クローン（マグナス・マーテル卿〈テレンス・スタンプ〉）
- ゴッドファーザー（カーロ）※日本テレビ版
- 5枚のカード（ジョー・ハーリー）
- 殺しが静かにやって来る（ミゲル）
- コンボイ（スパイダー・マイク）
- サイクロンZ（ファー〈ユン・ワー〉）
- サイボーグコップ（スティーヴ）
- サザン・コンフォート/ブラボー小隊 恐怖の脱出（キャスパー）※毎日放送版
- ザ・シークレット・サービス（ビル・ワッツ〈ゲイリー・コール〉）※テレビ朝日版
- 殺人魚フライングキラー（レオ・ベル）※日本テレビ版
- ザ・ファントム（カバイ・シン〈ケイリー＝ヒロユキ・タガワ〉）※ソフト版
- ザ・フライ2 二世誕生（ノーマン・シェパード）※テレビ朝日版
- ザ・プレイヤー（デロングプレ刑事〈ライル・ラヴェット〉）※ソフト版
- THE MYTH/神話（インドの老師）
- さよならエマニエル夫人（グレゴリー・ペラン）
- さらば英雄/愛と銃撃の彼方に（ウー〈ケネス・ツァン〉）
- さらば友よ（人事部長）※フジテレビ版
- 猿の惑星（ルシアス〈ルー・ワグナー〉）※TBS版
- サンシャイン・ボーイズ（アル〈ウディ・アレン〉）
- 三銃士（アルマン・ド・ウィンター）※テレビ朝日版
- シェーン（アクセル・シップステッド〈ダグラス・スペンサー〉）※テレビ東京版
- JFK（ビル・ブロザード〈マイケル・ルーカー〉）※ソフト版
- ジェフリー!（スターリング〈パトリック・スチュワート〉）
- シカゴ（陪審長）
- 地獄のマッドコップ（パレードのレポーター〈サム・ライミ〉）
- 地獄のモーテル（ガイ）
- 史上最大の作戦（マティーニ一等兵〈サル・ミネオ〉）※テレビ朝日版
- シシリアン（セルジオ・マナレーゼ）
- 16ブロック（ダン・グラバー分署長）※テレビ朝日版
- 死にゆく者への祈り（クリスト、牧師）
- 死の接吻（ジェイ・ファラデー）※VHS版
- じゃじゃ馬ならし
- ジャック・サマースビー（オーリン・ミーチャム〈ビル・プルマン〉）※ソフト版
- シャドー・チェイサー2（カール・ライトマン所長）
- シューター/無限射程（ディロン〈ジェームズ・レマー〉）
- 13日の金曜日PART6 ジェイソンは生きていた!
- 十二夜（サー・アンドリュー・エギュチーク〈リチャード・E・グラント〉）
- ジュラシック・パーク（ドナルド・ジェナーロ〈マーティン・フェレロ〉）
- 笑撃生放送! ラジオ殺人事件（マックス・アップルホワイト〈スティーヴン・トボロウスキー〉）
- 勝利への脱出
- 少林キッズ（管長）
- 少林寺三十六房（イン将軍〈ラウ・カーウィン〉）
- ジョニー・ビー・グッド（ウェイン・ヒスラー〈ポール・グリーソン〉）
- ジョン・カーペンターの要塞警察（ローソン）
- 新・黄金の七人 7×7
- 新キョンシーズ（チッポケ道士）
- 人生の特等席（ガス・ロベル〈クリント・イーストウッド〉）
- シンデレラ・ボーイ（ニューヨークのエージェント）
- シンプル・プラン（ニール・バクスター〈ゲイリー・コール〉）
- 侵略戦線（サイモン・フェル）
- スーパーコップ90（ダン・クロフォード〈ブルース・ウェイツ〉）※VHS版
- スーパー・タッチダウン（エド・ジェネロ〈ヘクター・エリゾンド〉）
- スーパーマリオ 魔界帝国の女神（スパイク〈リチャード・エドソン〉[71]）※日本テレビ版
- スイッチバック 追跡者（ジャック・マクギニス〈ウィリアム・フィクナー〉）
- スウィーニー・トッド（スウィーニー・トッド〈ベン・キングズレー〉）
- スカーフェイス（アルベルト〈マーク・マーゴリス〉）※テレビ朝日版
- スカーレット・レター（トーマス・チーヴァー牧師〈ロイ・ドートリス〉）
- スクリーム（アーサー・ヒンブリー校長〈ヘンリー・ウィンクラー〉）
- スコーピオン・キング（フィロス〈バーナード・ヒル〉）※日本テレビ版
- スタートレックII カーンの逆襲（ヨアキム）※日本テレビ版
- スチュアート・リトル（ストレッチおじさん）※ソフト版
- ストリート・オブ・ファイヤー（ビリー・フィッシュ〈リック・モラニス〉）※フジテレビ版
- ストリートファイター（ダルシム〈ロシャン・セス〉）※テレビ朝日版
- ストローカーエース（ドック・シーグリ）
- 素晴らしきヒコーキ野郎（ピエール・デュボア〈ジャン＝ピエール・カッセル〉）※NHK版
- スパルタカス（シーザー〈ジョン・ギャヴィン〉）※フジテレビ版
- スパルタンX（モンデール伯爵〈ぺぺ・サンチョ〉[72]）※フジテレビ版
- スペースインベーダー（リノルディ軍曹）
- スラップ・ショット（デニス）※フジテレビ版
- スリープウォーカーズ（タニヤの父）
- スリーメン&リトルレディ（ジャック・ホールデン〈テッド・ダンソン〉）※ソフト版・スター・チャンネル版
- 聖者の眠る街（ロザリオ）
- 青春の輝き（クリアリー〈ジェリコ・イヴァネク〉）
- セマナ/血の7日間（ロドリゲス警部）
- セメントの女（ダニー・イェール）
- 潜水艦X-1号（バーキスト〈ブライアン・グレリス〉）※テレビ朝日版
- 戦争の犬たち（ドルー〈トム・ベレンジャー〉）
- センチメンタル・アドベンチャー（ヴァージル）
- セント・オブ・ウーマン/夢の香り（トラスク校長〈ジェームズ・レブホーン〉）
- 戦慄!呪われた夜（イライ・マクラリー〈ロニー・コックス〉）
- 戦略大作戦（ウィラード二等兵〈ハリー・ディーン・スタントン〉）
- ソープディッシュ（ジェフリー・アンダーソン〈ケヴィン・クライン〉）
- 捜索者
- ソルジャー・ゴールド（ハインリッヒ・ミューラー〈デヴィッド・ソウル〉）※VHS版
- 0086笑いの番号（情報部員13号）
- ダークエンジェル（科学者のブルース）
- ダーティハリー4（タイロン）
- ダーティハリー5（ピーター・スワン〈リーアム・ニーソン〉）
- ダーティファイター（ハーラン）
- ダーティファイター 燃えよ鉄拳（オーヴィル・ボッグス〈ジェフリー・ルイス〉）
- 第一容疑者（ヴァン・ホーン検事〈アーミン・シマーマン〉）
- 大脱走2（ピーバー〈マーティン・アンバック〉）
- タイタニック（トーマス・アンドリュース〈ヴィクター・ガーバー〉）※ソフト版、（船員、ウォレス・ハートリー）※フジテレビ版
- タイトロープ（ルーサー）※テレビ朝日版
- ダイ・ハード（ハリー・エリス〈ハート・ボックナー〉）※ソフト版
- ダイ・ハード2（マーヴィン〈トム・バウアー〉、刑事）※テレビ朝日版
- 戦うパンチョ・ビラ
- 脱走山脈（パッキー〈マイケル・J・ポラード〉）※TBS版、（ジョセフ）※テレビ朝日版
- 旅する女/シャーリー・バレンタイン（コスタス〈トム・コンティ〉）
- 007/カジノ・ロワイヤル（Qの助手）※日本テレビ版
- 007シリーズ
  - 007/ムーンレイカー（スコット）※TBS版
  - 007/ユア・アイズ・オンリー（ルイジ・フェラーラ、船員）※TBS版
  - 007/消されたライセンス（フェリックス・ライター〈デヴィッド・ヘディソン〉）※TBS版
- ダラス
- 誰かに見られてる（ニール・スタインハート〈ジョン・ルービンスタイン〉[73]）※機内上映版
- ダロウェイ夫人（ピーター・ウォルシュ〈マイケル・キッチン〉）
- ダンサー・イン・ザ・ダーク（地方検事〈ジェリコ・イヴァネク〉）
- 探偵マイク・ハマー/殺しのノクターン
- 探偵マイク・ハマー/幻の女
- チャック・ノリスの 地獄のヒーロー2（アンソニー・マジーリ中尉）
- チャンス（庭師のチャンス〈ピーター・セラーズ〉）※TBS版
- 超高層プロフェッショナル（ヴァレンティノ〈テリー・カイザー〉）
- 超能力学園Z PART2 パンチラ・ウォーズ（マイク）
- 沈黙の戦艦（ドーマー〈コルム・ミーニイ〉）※テレビ朝日版
- 沈黙の復讐（ドミトリー〈ダン・バダラウ〉）
- ツールボックス・マーダー（チャズ・ルーカー〈ランス・ハワード〉）
- デーヴ（デーヴ・コーヴィック/ビル・ミッシェル大統領〈ケヴィン・クライン〉）※ソフト版
- デイ・アフター 首都水没（アシュクロフト少将）
- ディケンズのニコラス・ニクルビー（マルベリー・ホーク卿〈エドワード・フォックス〉）
- ディス・イズ・マイ・ライフ（アーノルド・モス〈ダン・エイクロイド〉）
- ディック・トレイシー（マンブルス〈ダスティン・ホフマン〉）
- テキサス（ヤンシー中尉）※テレビ朝日版
- デストラスト/疑惑のシナリオ（ヴィニー・ルピノ〈マット・マッコイ〉）
- デビルスピーク（ジェームソン牧師）
- デューン/砂の惑星（ドクターユエ〈ディーン・ストックウェル〉）※テレビ朝日版
- デュエリスト/決闘者（アルモン・デュベール〈キース・キャラダイン〉）
- 電撃フリント・アタック作戦（エイヴリー中尉）
- 天使にラブ・ソングを2（イグナティウス神父〈マイケル・ジェッター〉）※日本テレビ版
- ドイツ戦車軍団撃滅作戦（テリー・ウィルソン）
- ドゥームズデイヤー（マックス・ガスト〈ウド・キア〉）
- 逃走迷路（フランク・フライ〈ノーマン・ロイド〉）※日本テレビ版
- トゥルー・クライム（ディル・ポーターハウス〈マイケル・ジェッター〉）※日本テレビ版
- Dr.チョッパー（チョッパー）
- ドク・ハリウッド（ハルバーストーム医師〈ジョージ・ハミルトン〉、モーティマー）※ソフト版
- どつかれてアンダルシア (仮)（ティノ〈エドゥアルド・ゴメス〉）
- 特攻大作戦（クライド・バウレン軍曹〈リチャード・ジャッケル〉）
- トブルク戦線（ボイデン）
- 飛べ、バージル/プロジェクトX（キャロル博士〈ウィリアム・サドラー〉）
- 友は風の彼方に（刑事）
- ドラゴンハート（フェルトン卿〈ジェイソン・アイザックス〉）※ソフト版
- トラ・トラ・トラ!
- ドランクモンキー 酔拳（リーの息子〈ワン・チェン〉）※フジテレビ版
- ドリーム・チーム（ヘンリー〈クリストファー・ロイド〉）
- 永遠に美しく…（シャガール〈イアン・オギルビー〉）※日本テレビ版
- ナイアガラ（モーリス）
- 長くつ下ピッピの冒険物語（ジェイク）
- 謎の人喰い魚群（トム）
- ナッシング・トゥ・ルーズ（フィリップ・"P.B"・バーロー〈マイケル・マッキーン〉）
- ナバロンの嵐（ミラー曹長〈エドワード・フォックス〉）※テレビ朝日版
- 南北酔拳（病気の妖怪〈ヤム・サイクン〉）
- 2010年（デビッド・ボーマン船長〈キア・デュリア〉）※TBS版、（ルデンコ医師）※テレビ朝日版
- ニューヨーク一獲千金（アダム〈マイケル・ケイン〉）
- ニューヨーク東8番街の奇跡（メイソン・ベイラー〈デニス・ボウトシカリス〉）※ソフト版
- ネイビー・シールズ（レアリー）※VHS版
- ノース・ダラス40（アート・ハートマン）
- ノー・マーシィ/非情の愛（ポール・デュビヌー〈テリー・キニー〉）
- ハーヴィ/裸のウサギを持つ男（エルウッド〈ハリー・アンダーソン〉）
- バーチャル・ウォーズ（セバスチャン・ティムス）
- ハード・ウェイ（パーティクラッシャー〈スティーヴン・ラング〉）※フジテレビ版
- ハート・オブ・ウーマン（ダン・ワナメイカー〈アラン・アルダ〉）※日本テレビ版
- ハード・トゥ・キル（ハランド警部）※テレビ朝日版
- ハートブレーカー ※テレビ版
- バーバレラ（パイガー〈ジョン・フィリップ・ロー〉）
- ハーレーダビッドソン&マルボロマン（チャンス・ワイルダー〈トム・サイズモア〉）※VHS版
- ハーレム・ナイト（シュガー・レイ〈リチャード・プライヤー〉）※ソフト版
- ハイウェイ（ヘンリー・トーマス〈スティーヴ・マックィーン〉）
- ハウスシッター/結婚願望（マーティ〈ピーター・マクニコル〉）
- ハウリング（ジェリー・ウォーレン）
- バウンティー・ハンター ※テレビ版
- 墓石と決闘（ウィリアム・ブローシャス〈ジョン・ヴォイト〉）
- 白銀のレーサー（ジョニー・クリーチ）
- バタリアン
- バック・トゥ・ザ・フューチャー PART2（ウエスタン・ユニオンの男、ビフ・タネン博物館のナレーション）※ソフト版
- バッドトリップ! 消えたNO.1セールスマンと史上最悪の代理出張（オリン・ヘルゲソン〈カートウッド・スミス〉）
- ハドソン・ホーク（ダーウィン・メイフラワー〈リチャード・E・グラント〉）※ソフト版
- バトルクリーク・ブロー（デヴィッド・レゲッティ）
- ハムナプトラ/失われた砂漠の都（チャンベーリン博士〈ジョナサン・ハイド〉）※ソフト版
- バレンタイン（レオン・ヴォーン刑事〈フルヴィオ・セセラ〉）
- ハロウィン・インベーダー/火星人襲来!?（ヴァーン〈ウェイン・アレクサンダー〉）
- バンデットQ（フィジット〈ケニー・ベイカー〉）
- ハンナとその姉妹（デヴィッド〈サム・ウォーターストン〉）
- ピースメーカー（ヴラドー・ミリック）※ソフト版
- ヒー・セッド、シー・セッド/彼の言い分、彼女の言い分（スティーヴ）
- ヒート（ロジャー・ヴァン・ザント〈ウィリアム・フィクナー〉）※ソフト版
- ビーン（デヴィッド・ラングレー〈ピーター・マクニコル〉）※BD版
- ビグルス 時空を超えた戦士
- ビッグ（ポール〈ジョン・ハード〉）※機内上映版
- ビッグ・ガン（ドメニコ・マッジオ）※テレビ朝日版
- ビッグ・ビジネス（ジェイ・マーシャル医師〈マイケル・グロス〉）※テレビ東京版
- ピッチブラック（パリス〈ルイス・フィッツジェラルド〉）※新ソフト版
- ヒドゥン（ブレム）
- 陽のあたる教室（ビル・マイスター）※ソフト版
- ビバリーヒルズ・コップ2（ジェフリー・フリーマン〈ポール・ライザー〉、競馬場のアナウンス）※フジテレビ版
- ビバリーヒルズ・バム
- 秘密の絆（ロイド・アボット〈ウィル・パットン〉）
- ビリー・バスゲイト（ラッキー・ルチアーノ〈スタンリー・トゥッチ〉）
- ビリー・ホリデイ物語/奇妙な果実（ハリー・ブラッドリー）
- フェイス/オフ（マルコム・ウォルシュ医師〈コルム・フィオール〉）※フジテレビ版
- フェノミナン（ジョン・リンゴールド博士〈ジェフリー・デマン〉）
- フォレスト・ガンプ/一期一会（アビー・ホフマン、ディック・カベット）※日本テレビ版
- ブカレスト・コネクション/炎の国際暗殺指令（デフォージス〈クリストファー・カザノフ〉）
- 不思議の国のアリス（山羊）
- ブラックホール（アバンシー博士〈マルコム・マクダウェル〉）
- フラッシュダンス（ジョニー・C）
- フラットライナーズ（ジョ・ハーレー〈ウィリアム・ボールドウィン〉）※ソフト版
- フランケンシュタイン/禁断の時空（バイロン卿〈ジェイソン・パトリック〉）
- フランケンシュタインの怒り（ハンス）
- フリーダム・ファイターズ ※テレビ版
- フルーク（ジェフ・ニューマン〈エリック・ストルツ〉）
- ブルージーン・コップ（マイヤソン）※日本テレビ版
- プルトニウム・パニック（マシューソン博士〈ジョン・リスゴー〉）
- ブレスレス
- フレッチ登場!/5つの顔を持つ男（ヘッドリー・ダン・デューク〈フィル・ハートマン〉）※VHS版
- プロデューサーズ（カルメン・ギア）
- ブロブ/宇宙からの不明物体（ビル・ブリッグス保安官〈ポール・マクレーン〉）
- プロメテウス（ピーター・ウィーランド〈ガイ・ピアース〉）※ソフト版
- ベイビー・トーク（アルバート〈ジョージ・シーガル〉）※ソフト版
- ベガス・バケーション（クラーク・グリスウォルド〈チェビー・チェイス〉）
- 北京の55日
- ボーン・スプレマシー（マーティン・マーシャル次官〈トーマス・アラナ〉）※日本テレビ版
- 暴力脱獄（トランプ〈ハリー・ディーン・スタントン〉）
- ボクサー（ハリー〈ジェラード・マクソーリー〉）
- 北北西に進路を取れ（レナード〈マーティン・ランドー〉）※テレビ東京版
- ポセイドン・アドベンチャー（エイカーズ〈ロディ・マクドウォール〉）※LD版
- ホット・ショット2（デクスター・ヘイマン〈ローワン・アトキンソン〉）※テレビ朝日版
- ボディ・カウント/ヤバい奴ら（ホッブス〈デヴィッド・カルーソ〉）
- ポリスアカデミー（ジョージ・マルティン）
- ポリス・ストーリー/香港国際警察（署長〈ラム・コックン〉[74]）※フジテレビ版
- ホワイト・ファング（グレイ・ビーヴァー）※ソフト版
- マーニー（船乗り〈ブルース・ダーン〉）※テレビ朝日版
- マイ・ガール（ビクスラー先生〈グリフィン・ダン〉）※ソフト版
- マイ・ガール2（ジェフリー・ポメロイ〈J.D.サウザー〉）※ソフト版
- マイ・フレンド・フォーエバー（スティーヴンス医師〈ブルース・デイヴィソン〉）※ソフト版
- マイホーム・コマンドー（チャーリー・ウィルコックス〈クリストファー・ロイド〉）
- マジック（コーキー〈アンソニー・ホプキンス〉）
- マジック・ボーイ（編集長〈デヴィッド・クレノン〉）
- マックイーンの絶対の危機（トニー〈ロバート・フィールズ〉）※日本テレビ版
- マッド・ハウス/珍入者撃退作戦（フレッド〈ジョン・ディール〉）
- マッドマックス/サンダードーム（ピッグキラー〈ロバート・グラッブ〉）※フジテレビ版
- マネー・トレイン（トーチ〈クリス・クーパー〉）※フジテレビ版
- マンボ・キングス/わが心のマリア（ミゲル・モントーヤ〈ヴォンディ・カーティス＝ホール〉）
- ミクロキッズ（ラッセル・トンプソン〈マット・フリューワー〉）※ソフト版
- ミシシッピー・バーニング（アラン・ウォード〈ウィレム・デフォー〉）※ソフト版
- ミッションブルー/武装金融地帯（フィックス）
- ミッドナイトヒート（クック刑事〈ルカ・ベルコビッチ〉）※VHS版
- ミッドナイト・ラン（エディ・モスコーネ〈ジョー・パントリアーノ〉）※VHS版
- ミラクルマスター II/L.A.時空大戦（ベンドフスキー）
- メジャーリーグ（ロジャー・ドーン〈コービン・バーンセン〉）※ソフト版
- モンティ・パイソンの人生狂騒曲（ジョン・クリーズ[75]）
- ヤクザVSマフィア（ディノ・カンパネラ〈マイケル・ヌーリー〉）
- 野獣暁に死す（フランシス・“コルト”・モラン）※テレビ東京版
- 幽幻道士4（兄貴）
- 夜の大捜査線（ハーヴェイ・オバースト〈スコット・ウィルソン〉）※TBS版
- 鎧なき騎士（プーシュコフ）※テレビ東京版
- 48時間PART2/帰って来たふたり（ブレイク・ウィルソン〈ケヴィン・タイ〉）※ソフト版、（タイロン・バロウズ）※フジテレビ版
- ライラの冒険 黄金の羅針盤（ファーダー・コーラム〈トム・コートネイ〉）※テレビ朝日版
- ラブ・オブ・ザ・ゲーム（フランク・ペリー〈J・K・シモンズ〉）※テレビ朝日版
- ラベジャー（シェパード〈ロビン・サックス〉）
- リトル・ヒーロー（教師〈ネスター・セラーノ〉）
- リトル・レックス（ウェリントン）
- リバティ・バランスを射った男（チャーリー・ハスブルック）※フジテレビ版
- ルーキー（レイ・ガルシア警部）※TBS版
- ルール（ウィリアム・ウェクスラー教授〈ロバート・イングランド〉）
- 霊幻道士2 キョンシーの息子たち!（フー）
- レインメーカー（ブルーザー・ストーン弁護士〈ミッキー・ローク〉）
- レッド・バロン（ラヌー・ホーカー少佐〈コリン・レッドグレイヴ〉）
- レナードの朝（カウフマン〈ジョン・ハード〉）※ソフト版
- レマゲン鉄橋（オットー・ボーマン大尉〈ヨアヒム・ハンセン〉、ジョン・コルト大尉）※テレビ東京旧版
- ローズマリー（ジョージ・フレイザー保安官〈ファーリー・グレンジャー〉）
- ロード・オブ・ザ・リング/王の帰還（死者の王〈ポール・ノレル〉）
- RONIN（グレゴール〈ステラン・スカルスガルド〉）※ソフト版、（シーマス・オルーク〈ジョナサン・プライス〉）※フジテレビ版
- ローマの休日 ※PDDVD版
- ロケッティア ※テレビ朝日版
- ロシア・ハウス（ネッド〈ジェームズ・フォックス〉）
- ロジャー・ラビット（サイコ、郵便配達員、ミッキーマウス）
- ロスト・ワールド/ジュラシック・パーク（エディ・カー〈リチャード・シフ〉）
- ロビン・フッド（ガイ・ギズボーン〈マイケル・ウィンコット〉）※フジテレビ版
- ワーキング・ガーイ（キンブロー副社長）
- ワーキング・ガール（ティム・ドレイパー）※テレビ朝日版

#### ドラマ
- 悪魔の異形 #8（トム・マーティン〈クリストファー・カザノフ〉）
- アダムス・ファミリー オリジナル版（イット〈フェリックス・シラ〉）
- アナスタシア/光・ゆらめいて（エーリッヒ）
- アメリカン・ヒーロー #7（カイル・モーガン）
- アルフ
  - シーズン1 #9（ジョー・ネイマス）
  - シーズン2 #18（ダグ・グールド）
  - シーズン3 #6（エディ）
- イ・サン（チェ・ジェゴン〈蔡済恭〉〈ハン・インス〉）
- インディ・ジョーンズ/若き日の大冒険（ラフルーア）
- インベーダー 地球最後の日（ハドレー・ジェンキンス）
- V（スティーヴン）※ソフト版
- ウィリアム・テル（村人②）
- 宇宙大作戦（ミスター加藤〈ジョージ・タケイ〉）
- 海の勇者ホーンブロワー（ジェームズ・ソーヤー艦長〈デビッド・ワーナー〉）
- エイリアン・ウォーズ（アドリックス）
- S.A.S. 英国特殊部隊（エーダン・デンプシー〈マイルズ・アンダーソン〉）
- NCIS 〜ネイビー犯罪捜査班 シーズン4まで（ドナルド・マラード〈デヴィッド・マッカラム〉）※Dlife版
- 奥さまは魔女（赤ちゃんのパパ〈#175〉、アドニス〈#233〉 他）
- 俺がハマーだ!
  - シーズン1 #5（クリフ〈フランク・ダブルデイ〉）
  - シーズン2 #1（ランドン・スマーティコフ）、#19（スコット・グレイブル）
- 女弁護士ロージー・オニール（ベン・マイヤー〈ロン・リフキン〉）
- 神々の風車 後編
- 騎馬警官 シーズン1 #1（ハムリン）
- 君はどの星から来たの（イ・ヨンノ）
- 救命医ハンク セレブ診療ファイル（ウィル）
- 恐竜家族（オットー）
- 刑事コジャック シーズン1 #15（ケニー・ソームズ〈ジョン・リッター〉）
- 刑事コロンボシリーズ
  - 刑事コロンボ 死者の身代金（マイケル・クラーク）
  - 刑事コロンボ ホリスター将軍のコレクション（サンチェス巡査、ラジオの声）
  - 刑事コロンボ 二枚のドガの絵（ジョー）
  - 刑事コロンボ ロンドンの傘（オキーフ刑事）
  - 刑事コロンボ 別れのワイン（ビリー）
  - 刑事コロンボ さらば提督（オコーナー少尉）
  - 刑事コロンボ 殺しの序曲（ジョージ・キャンパネラ）
  - 新・刑事コロンボ 死を呼ぶジグソー（アーヴィング・クラッチ〈エド・ベグリー・ジュニア〉）
- 刑事スタスキー&ハッチ シーズン1 #13（パルーチ）
- 刑事ナッシュ・ブリッジス シーズン2 #16（ドレイク〈タイタス・ウェリヴァー〉）
- ケインとアベル（検察官〈ジェームズ・レブホーン〉）
- 原子力潜水艦シービュー号「金星への旅」（ウィルソン〈エリック・マシューズ〉）
- コールドケース6（レイエス）
- こちらブルームーン探偵社
  - シーズン3 #2（ジェームズ・バウアー）
  - シーズン4 #10（デヴィッド〈パット・ブーン〉）
  - シーズン5 #13（サイ〈デニス・デューガン〉）
- ザ・インターネット（ショーン・トレローニ〈ジョセフ・ボトムズ〉）
- ザ・コミッシュ シーズン1 #3（ジム・ホリスター）
- サブリナ（キューピッド、不安）
- 三国志演義（袁術）※NHK-BS2版、（司馬懿）※地上波U局・市販ビデオ版
- サンフランシスコ捜査線（スティーブ・ケラー〈マイケル・ダグラス〉）
- シークエスト2（トバイアス・ルコント教授〈マーク・ハミル〉）
- シドニー・シェルダンの明日があるなら（アンドレ・トレニヤン警部〈リーアム・ニーソン〉）※VHS版
- シャクルトン/南極海からの脱出（ヘンリー・マクニーシェ、ダドリー・ドッカー会長〈マーク・ウィリアムズ〉）
- 主任警部モース ウッドストック行き最終バス（クライヴ・パーマー）
- 笑傲江湖（莫大）
- 私立探偵マグナム
  - シーズン1 #6（デヴィッド・ノーマン〈イアン・マクシェーン〉）
  - シーズン2 #10（バーネット）
- 新アウターリミッツ（マック博士〈ブルース・デイヴィソン〉、アラン・ウェルズ〈マット・クレイヴン〉、ブラウン〈ロバート・ギローム〉）
- 新スパイ大作戦
  - ヒトラーの遺産（クブラー / ドイツ兵①）
  - 灼熱のマッド・エージェント（Dr.ユーリ・ニコライ〈シェーン・ブライアント〉）
- 新・ヒッチコック劇場 シーズン1 #7（ブライアン・ウィットマン〈ジョン・シェア〉）
- スタートレックシリーズ
  - スタートレック:ディープスペースナイン（ヴォルタ人サブレギュラー・ウェイユン）
  - スタートレック:ヴォイジャー（ミスター・カトー〈スールー大佐〉〈ジョージ・タケイ〉）
- スパイ大作戦
  - 未亡人は二度生まれる（クレズニックの配下A）
  - 甦ったプリンセス（警備兵A）
  - 密室の金塊（ストールマン）
  - 巨頭会談（運搬人）
  - スパイ交換作戦（アンダース大尉）
  - 奴を証人席へ!（マーカス）
  - ガラスの監房（刑務所の警備兵A）
  - 地下100メートルの円盤（Part 1）（警備兵B）
  - 地下100メートルの円盤（Part 2）（下士官）
  - 女スパイが燃える時（西側の連絡員）
  - 金庫へ追い込め!（大蔵省の警備兵）
  - 第三次世界大戦（ラジオ・アナ / 金髪の兵士）
  - 移植手術を演出しろ（記者A）
  - 時限原子爆弾（副首相の当番兵）
  - 山師が公国を狙っている（警備兵C）
  - スパイ狩り（パトカーの交信の無線の声）
  - 黒い犯罪組織（警部）
  - 闇の中の追跡（ブラウン）
  - 奇跡の心臓移植（サム、警官）
  - 巨大シンジケートをたたきつぶせ！（ケロッグ）
  - 殺し屋を消せ！（ボブ、荷役B）
  - 死を呼ぶカード（トニー）
  - 500万ドル麻薬合成計画（ブルース・レナード少尉 / スティーブ）
  - 怪奇! 不老長寿の水（ドーソン〈ルーク・アスキュー〉）
- 素晴らしき日々（カトリップ〈ロバート・ピカード〉）
- スペース1999
  - 招かれざる客ドルザック（エド・スペンサー）
  - 植民地衛星エントラの悪夢（エド・スペンサー）
  - 謎の宇宙知性体（エド・スペンサー）
- 青春の城 コビントン・クロス（ホレイショ〈ジョン・ダリモア〉）
- 0011ナポレオン・ソロ 第78話
- SOAP ソープ シーズン2 #10（ボビー・ギルモア警部）
- ターザンの大冒険（エリック）※NHK-BS2版
- ダラス（クリフ・バーンズ）
- DALLAS/スキャンダラス・シティ（クリフ・バーンズ）
- 地上最強の美女たち!チャーリーズ・エンジェル
  - シーズン1 #18（クインシー）
  - シーズン2 #6（クリフ）、#17（ディンスモア〈スタンリー・カメル〉）
  - シーズン3 #6（ビル・モンクレア）、#15（ミッキー・ビッグス）、#19（ルイーズ）
- 地底探検/アース・エクスプローラーズ（キャスパー・ヘイスティングス〈ブライアン・ブラウン〉）
- 超音速攻撃ヘリ エアーウルフ
  - シーズン1 #7（ミンター）
  - シーズン2 #4（カールソン）、#10（ゲリー・ウォレス）
  - シーズン3 #7（クレイン）、#14（クイスト）、#22（ヴァルガス）
- デスパレートな妻たち（ミルトン・ラング〈マイク・ファレル〉）
- 電撃スパイ作戦 #2(ナチの潜水艦乗組員), #6
- 24 -TWENTY FOUR-（クリストファー・ヘンダーソン〈ピーター・ウェラー〉）シーズン5
- 特捜刑事マイアミ・バイス
  - シーズン2 #1（フランク・サッコ〈ジェームズ・ルッソ〉）、#4（アドニス・ジャクソン〈ジャンカルロ・エスポジート〉）、#12（チャーリー・バセット〈テッド・ニュージェント〉）
  - シーズン3 #19（グレン・マッキンタイア）
- 特別狙撃隊S.W.A.T.（TJ）
- 特攻野郎Aチーム
  - シーズン2 #2（リン・ダック・クー〈マコ岩松〉）
  - シーズン3 #4（ジョン・ローレンス）、#8（カイル・メイソン）、#20（A.J.）
  - シーズン4 #4（ジャック・スカーレット）、#17（ホプキンス保安官〈ゲイリー・グラッブス〉）、#22（スー大佐〈ジョージ・チェン〉）
  - シーズン5 #5（トーマス・ジェファーソン）、#6（イワン・トリゴーリン〈デヴィッド・マッカラム〉）
- ナイトライダー
  - シーズン2 #18（シンプソン〈ロバート・オレイリー〉）
  - シーズン3 #15（ソルティス〈フランク・アニース〉）
  - シーズン4 #7（ビンス〈ニコラス・プロイアー〉）、#10（チャーリー・コナーズ〈トム・サリバン〉）
- 謎の円盤UFO 人間爆弾（スカイダイバー基地の警備員 / 工事現場の男）
- 忍者ジョン&マックス（ジョン・P・マッカリスター〈リー・ヴァン・クリーフ〉）
- バーン・ノーティス 元スパイの逆襲（ペリー・クラーク）
- ハリウッドの悪夢 怪奇と幻想の招待状
- HAWAII FIVE-0
  - シーズン1 #23（エリオット・コナー〈ジェームズ・レマー〉）
  - シーズン3 #4（スペンサー・マドセン〈ジェレ・バーンズ〉）
- 100万ドルを取り返せ!（ロビン・オークリー〈ニコラス・ジョーンズ〉）
- ヒルストリート・ブルース（ミック・ベルカー刑事〈ブルース・ウェイツ〉）
- ファミリータイズ シーズン3 #13・21（ラリー・ハリス〈デヴィッド・ペイマー〉）
- 4400 未知からの生還者（デニス・ライランド〈ピーター・コヨーテ〉）
- ふたりは最高!ダーマ&グレッグ シーズン3 #4（ボブ・ディラン）
- フリッパー シーズン1 #4（アレン・ライリー）
- プロテクター電光石火
  - 標的はフィアンセ（撮影クルー）
  - ハリー暗殺計画（ハワードの部下）
  - 声（グレッグ）
  - 姿なき暗黒の帝王（マリオ）
  - 孤島の対決（クリスチャン）
- プロビデンス（ジム・ハンセン〈マイク・ファレル〉）
- ヘイブン 安住の地を求めて（イッキーズ〈ハル・ホルブルック〉）
- ヘブン・ヘルプ・アス（ミスター・シェパード〈リカルド・モンタルバン〉）
- 冒険野郎マクガイバー
  - シーズン1 #18（ラーキン〈ネッド・ベラミー〉）
  - シーズン2 #4（シェン・ウェイ博士〈ジョージ・タケイ〉）
- ホテリアー（キム・ボクマン）
- マペット放送局（ロブスターのリーダー）
- また会う日まで（アルマン）
- ミスター・ベンソン シーズン1 #16（ウォルター・ハーウェル）
- 名探偵ポワロ ※NHK版
  - 24羽の黒つぐみ（ロリマー）
  - アクロイド殺人事件（レイモンド）
  - オリエント急行の殺人（サミュエル・ラチェット〈トビー・ジョーンズ〉）
- 名探偵モンク（スコット）シーズン4 #15（DVD版はシーズン5）
- THE MENTALIST メンタリストの捜査ファイル（スターン学長〈ローレンス・プレスマン〉）
- ヤングライダーズ シーズン1 #5（ボッグス）
- 愉快なシーバー家（ウィリス・デューイット〈サム・アンダーソン〉）
- ラバーン&シャーリー（レニー・コズノフスキー〈マイケル・マッキーン〉）
- ROME［ローマ］（ポルキウス・カトー）
- ロイヤル・スキャンダル 〜エリザベス女王の苦悩〜
- ロス警察特捜隊 Strike Force（チャーリー・ガンザー警部補）
- ロンサム・ダブ（ダン・サッグス〈ギャヴァン・オハーリー〉）

#### アニメ
- アクアマン[76]
- アイアンマン（センチュリー、ジャスティン・ハマー）
- アニマニアックス（フランクシード）
- インセクターズ（クラボー大臣）
- X-MEN（プロフェッサーX）※テレビ東京版
- きかんしゃトーマス（トップハム・ハット卿、ローハム・ハット卿）※NHK版、テレビ東京版
- ザ・シンプソンズ（ジョー・クインビー市長〈初代〉、J.ローレン・プライアー博士〈初代〉）
- サムライジャック（大僧正、第39話のナレーション）
- シルベスター&トゥイーティー ミステリー
- スポンジ・ボブ（イカルド・テンタクルズ〈初代〉、バブルバス〈2代目〉、マーメイドマン〈3代目〉、さまよえるオランダ人〈初代〉、マン・レイ〈初代〉、ダーティ・バブル〈初代〉、ナレーター、パーチ・パーキンス〈2代目〉、フレッド〈初代〉、ジェンキンス〈初代〉、ネプチューン王〈初代〉、ウォーカーじいさん〈初代〉、キャプテン・ブルー・スクエアパンツ、グランパ・スクエアパンツ、サマンサ・スター、ミセス・テンタクルズ〈初代〉、アンチョビ、ケビン〈初代〉、フラッツのパパ、パープル・ドクターフィッシュ、ルー・ベンダー、ノートン〈初代〉、ナット・ピーターソン、ポパイ・フィッシュ〈初代〉、タフ・グレイ・フィッシュ、タフ・ガイ、トム、ネマトーダ、スティンキー、ジャック・M・クレイジー・フィッシュ、揉み上げ、サージャント・サム・ロデリック〈初代〉、フォトグラファー、路地のカタツムリ〈緑色〉、パーシー教授、ティッケル、ホーラス・A・フーパー、ジャッジ・サーディン、ミスターワカメモンスター、ビル、アングリー・ジャック、トニー・ファスト・シニア、グローブワールドオーナー、イカール、イカルドリ・テンタクルズ、ホパロング・テンタクルズ、キャプテン・マグマ、海賊パッチー〈初代〉、海賊ペインティー〈初代〉、ザ・チーフ〈初代〉、サンタクロース〈2代目〉、雪ダコ、ハンス〈初代〉、ジョージ 他）※シーズン1 - 8
  - スポンジ・ボブ/スクエアパンツ ザ・ムービー（イカルド、酒場の魚たち）
  - スポンジ・ボブ 海のみんなが世界を救Woo!（イカルド / ソルト・ノート、バーガー・ビアード）※予告編
- ターザン2（ズーゴー）
- ダックにおまかせ ダークウィング・ダック（リキッデーター）
- チップとデールの大作戦（スパーキー、ラット・ア・ツーイー）※新吹き替え版
- ティーン・タイタンズ 東京で大ピンチ!（上原大造 / ダイゾー）
- ディズニー 各作品（1988年 - 1991年、ミッキーマウス）※BVHE版初代
  - とっておきの物語 / ミッキーのクリスマスキャロル（VHS）
  - とっておきの物語 / ミッキーのジャックと豆の木
- ディック・トレイシー（フラットトップ）※VHS版
- トムとジェリーキッズ（テレビキャスター）
- ネッズニュート（パパ）
- 爆走バギー大レース（ハンサム）
- バットマン（スケアクロウ / ジョナサン・クレイン、リチャード）
- バットマン ゴッサムナイト（ジム・ゴードン）
- パパはグーフィー（ビフ・ファドルド）
- 春田花花幼稚園 マクダルとマクマグ（園長）
- 秘密探偵クルクル（テレビ局のアナウンサー）
- 101匹わんちゃん（ロジャー・ラドクリフ）※再公開版
- ミュータント・タートルズ（1987年版）（G・クリフ）※東和ビデオ版
- ランゴ（スプーンズ）
- ルイスと未来泥棒（バドおじいちゃん）

#### 海外人形劇
- がんばれタッグス（キャプテン・スター、ブルーノーズ、イージー・ゴメス、青い目を2つ付けた船、燃料屋）
- キャプテン・スカーレット
  - キャプテン・スカーレット誕生!（ニューヨークからの報告、無線）
  - 無人戦車ユニトロン（MCA職員）
  - ミニ衛生をとばせ!（ブレック博士）
  - にせミステロンあらわる!（ドイグ）
  - ミステロン基地発見!（オルソン、発射管制官）
  - 海底基地を爆撃せよ!（軍曹）
  - アメリカ大陸を救え!（スティール）
- サンダーバード
  - ロケット“太陽号”の危機（発射管制官）
  - 超音ジェット機レッドアロー（副管制官）
  - 太陽反射鏡の恐怖（ミッチェル）
  - サンダーバード劇場版（レイ・ピーアス博士）※民放テレビ版
- ジョー90
  - 宇宙ステーション応答せず（ブローディ）
  - ビッグラットの秘密を盗め（カーソン）
  - 危険な女スパイ（アンドリューズ、銃殺執行人）
- ロンドン指令X
  - 超音波ライフル銃（クローナー）
  - 新兵器アクアタンク（ミッチェル大尉）
  - スパイ脱獄（ハンフリーの使用人）

### 特撮
- 豹マン（1967年、ジャガーマン / 銀河系太郎の声）
- 仮面ライダー（1971年、仮面ライダー1号 / 本郷猛の声）※第9話 - 13話
- ロボット刑事（1973年、ミサイルマンの声）
- 超神ビビューン（1976年、ハニワーンの声）
- スーパー戦隊シリーズ
  - 激走戦隊カーレンジャー（1996年、XXミレーノの声）
  - 星獣戦隊ギンガマン（1998年、モークの声）
  - 星獣戦隊ギンガマンVSメガレンジャー（1999年、モークの声）
  - 救急戦隊ゴーゴーファイブVSギンガマン（2000年、モークの声）
  - 獣拳戦隊ゲキレンジャー（2007年、カタの声）
  - 侍戦隊シンケンジャー（2009年、ナキナキテの声）

### CD
- アルスラーン戦記 シリーズ（キシュワード）
  - アルスラーン戦記3 落日悲歌
  - アルスラーン戦記5 征馬弧影
  - アルスラーン戦記7 王都奪還
- イノセント・サイズ（青鈍秀造）
- Weiß kreuz Dramatic Precious Final STAGE DREAMLESS LIFE（中津川亨輔）
- クーデルカ（ジェームズ・オフラハティー）
- 月光仮面ビギンズ サタンの爪（日光聖人）
- 聖闘士星矢 シリーズ（カミュ）
- 集英社カセットコミックシリーズ 聖闘士星矢 黄金十二宮〈前編〉
- 集英社カセットコミックシリーズ 聖闘士星矢 黄金十二宮〈後編〉
- 私立ジャスティス学園 アドベンチャードラマアルバム ねらわれた太陽学園 熱血探偵編（太陽学園校長）
- 創竜伝（藤木健三）
- 幽☆遊☆白書ミュージックバトル編2（仙水忍「UNBELIEVABLE」）
- CDドラマコレクションズ 三國志シリーズ（司馬懿仲達）
- CDドラマ NaNa（吾朗の父）
- ホラーCDコレクション パラサイト・イヴ（安斉重徳）

### テレビドラマ
- 木曜時代劇 柳生十兵衛七番勝負（間左源太）
- 土曜ドラマ 病院のチカラ〜星空ホスピタル〜

### 映画
- ヘブンズ・ドア
- 僕の彼女はサイボーグ（老後ジロー）

### 舞台
- ワイルド「幸福な王子」（王子の像）※初舞台
- 夏目漱石「坊つちやん」
- 小林信彦「唐獅子株式会社」
- オニール「ヒューイ」
- 筒井康隆「ジーザズ・クライスト・トリックスター」
- 筒井歌舞伎「影武者騒動」
- 藤本義一「迷子の天使たち」
- シアターΧ名作劇場 第一回から第二十回まで出演
- 劇団K-Show 6th.PRODUCE 公演「気になる病は気から出たマコト」（梅沢慎之介）
- 劇団K-Show 7th.PRODUCE 公演「かかしのうた」（米倉玄左衛門）
- 中日劇場特別企画新春公演 「身代わり 若様 お姫様」【熱唱!ビッグスリー】
- 筒井康隆大一座「12人の浮かれる男」
- 筒井康隆大一座「スタア」
- マウスプロモーション「桜の田」
- マウスプロモーション「新版・相続税概説」
- 座☆吉祥天女「五鞭の椿」
- 劇団大樹「ひめごと」

### CM
- ダイドードリンコ ダイドーブレンド デミタス「大人のご褒美」篇[77]

### ラジオ
- ルーテル・アワー『この人を見よ』（日本ルーテル・アワー）
  - 「山の温泉宿で」（1959年12月27日、ラジオ東京にて放送）
  - 「夜の交番」（1973年7月22日、エフエム東京にて放送）

### その他コンテンツ
- ノベルアプリ『RENT HEAD』（鈴白清司[78]）
- ハーツ・アンド・マインズ/ベトナム戦争の真実（グエン・ヴァン・タイ、ウィリアム・マーシャル元三等軍曹）
- 野生のプレデター（VHS）ユキヒョウが住むモンゴル高地（ジョージ・シャラー博士）
- 読んで聴いて楽しく学ぶ英語（朗読、制作：キープ株式会社）

## 音響監督作品
- 428 〜封鎖された渋谷で〜 ボーナスシナリオ2（ゲーム）